# Levansa decoratoria
Levansa decoratoria là một loài tò vò trong họ Ichneumonidae.